# 流木

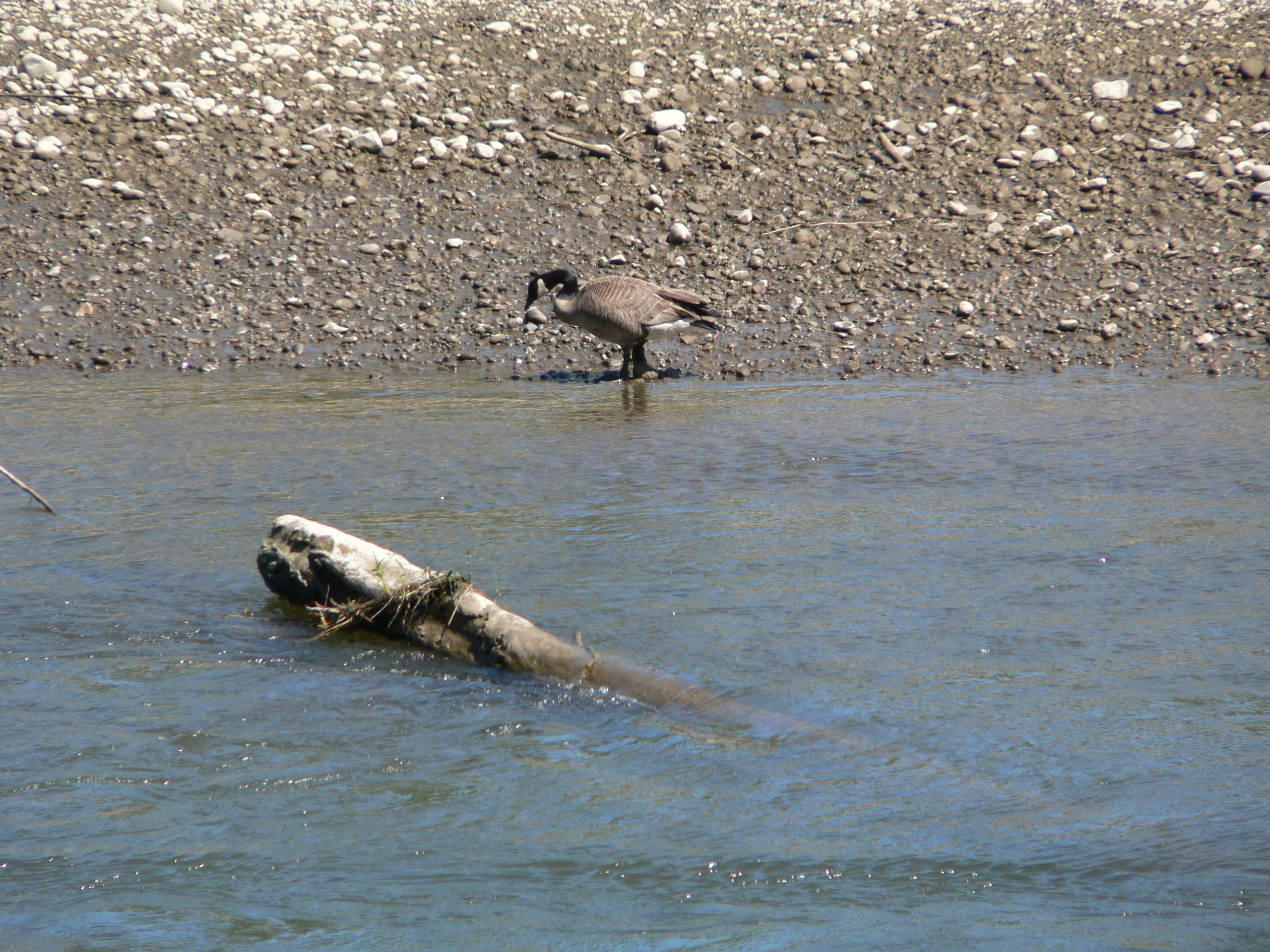
カナダガンと流木

流木（りゅうぼく）とは、河川や海に流れ込んだ樹木やその一部、およびそれらが河岸や海岸に漂流物として打ち上げられたもののことである。
多量に発生する原因として、河川の上流部では、山間部で発生した土砂災害による倒木などが河川に流れ込むことが挙げられる。また、中・下流部では、倒木し川底に堆積していた河畔林が洪水により洗い流されて流木が発生する。海浜部では、希に航行中の貨物船から流出した木材が大量に漂着することもある。

## 生態系における資源
流木は本来水中にあるものではなく、偶発的に流入するものではあるが、その頻度は低くなく、存在することがほぼ恒常的である。そのためこれを資源として消費し、そこで生活する動物はいくつかある。たとえばフナクイムシやキクイムシは海産動物であるが、流木を生活の場としている。

## 用途

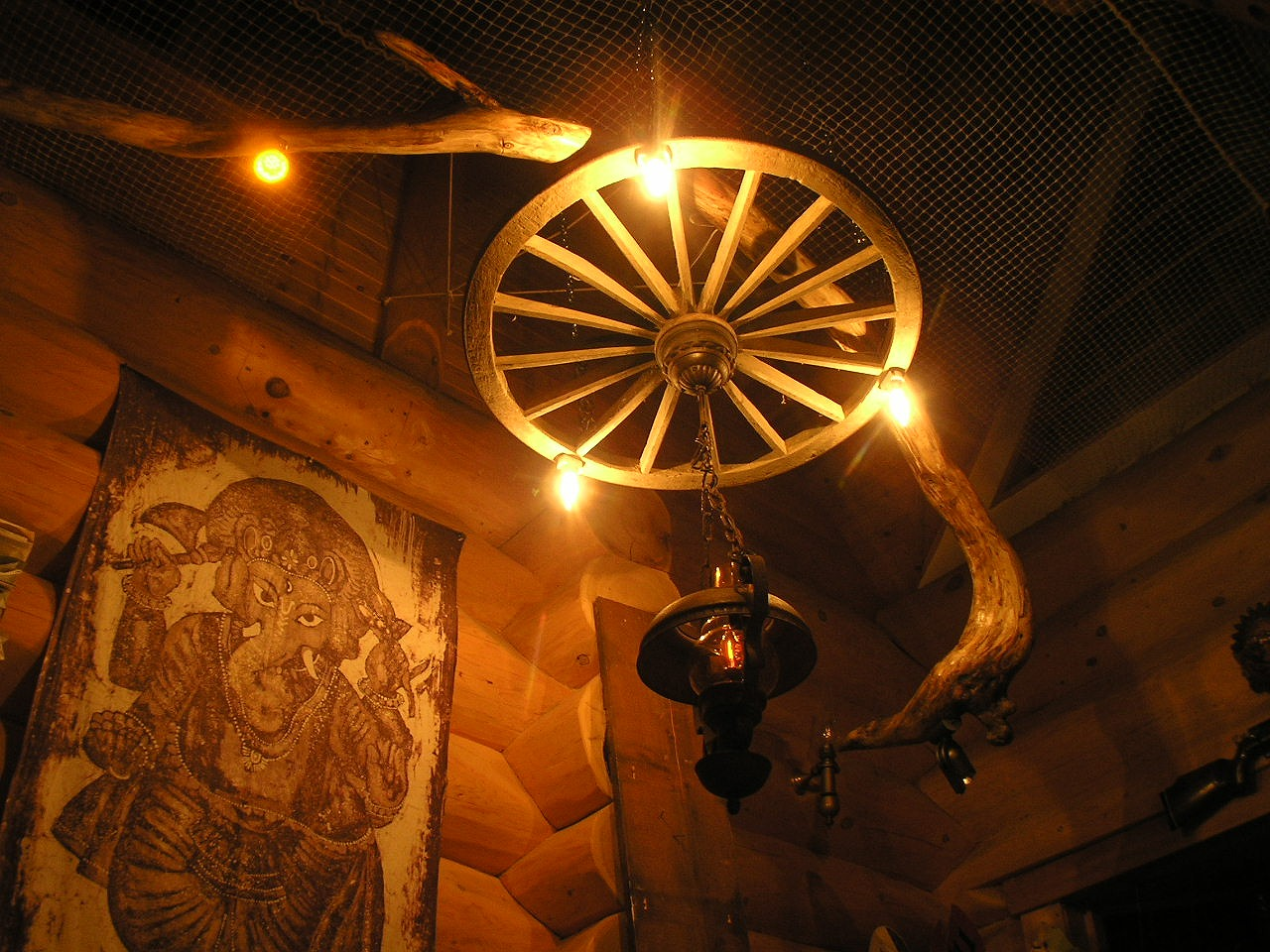
流木と馬車の車輪を使った照明器具

海岸に漂着する流木を使ってアート作品を作成する芸術家がいる。
また、アクアリウムの世界では、水槽レイアウトに利用するほか、生体の隠れ家や水草や苔を活着させるなど、幅広く利用されている。流木から発生するアクはフミン酸(腐植酸)である。
ダムに流れ込む流木を引き上げてチップ化する事業が行われているが、採算は取れないとされる。泥による汚れが酷いため製紙用には用いることはできず、バーク堆肥化などバイオマスとして利用される。

## 被害

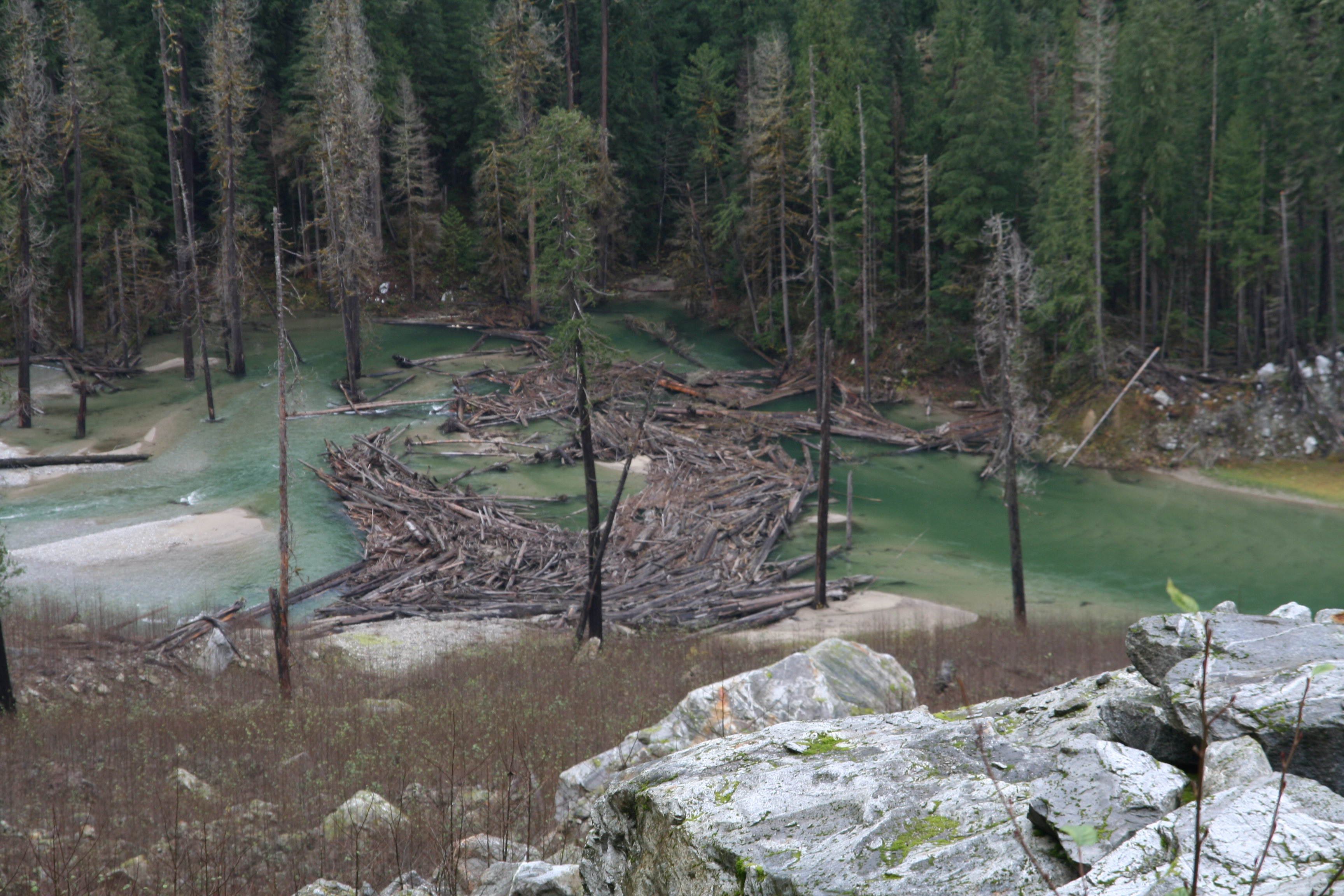
Goodell Creekを閉塞する流木

流木がもたらす被害として、以下のようなものが挙げられる。漂着した流木の処分は、地元自治体が行うこととなる。
- 橋梁を閉塞し河川を氾濫させる。
- 天然ダムを形成し土石流の原因となる。
- ダムの湛水域に大量に押し寄せ取水を困難にする。
- 海域に流れ込み漁網に被害を与える。
- 漁港に流れ込み漁船の航行を不能にする。